# Esches
Esches is een gemeente in het Franse departement Oise (regio Hauts-de-France). De plaats maakt deel uit van het arrondissement Beauvais. In de gemeente ligt spoorwegstation Esches. Esches telde op 1 januari 2022 1.654 inwoners.

## Geografie
De oppervlakte van Esches bedroeg op 1 januari 2022 7,69 vierkante kilometer; de bevolkingsdichtheid was toen 215,1 inwoners per km².

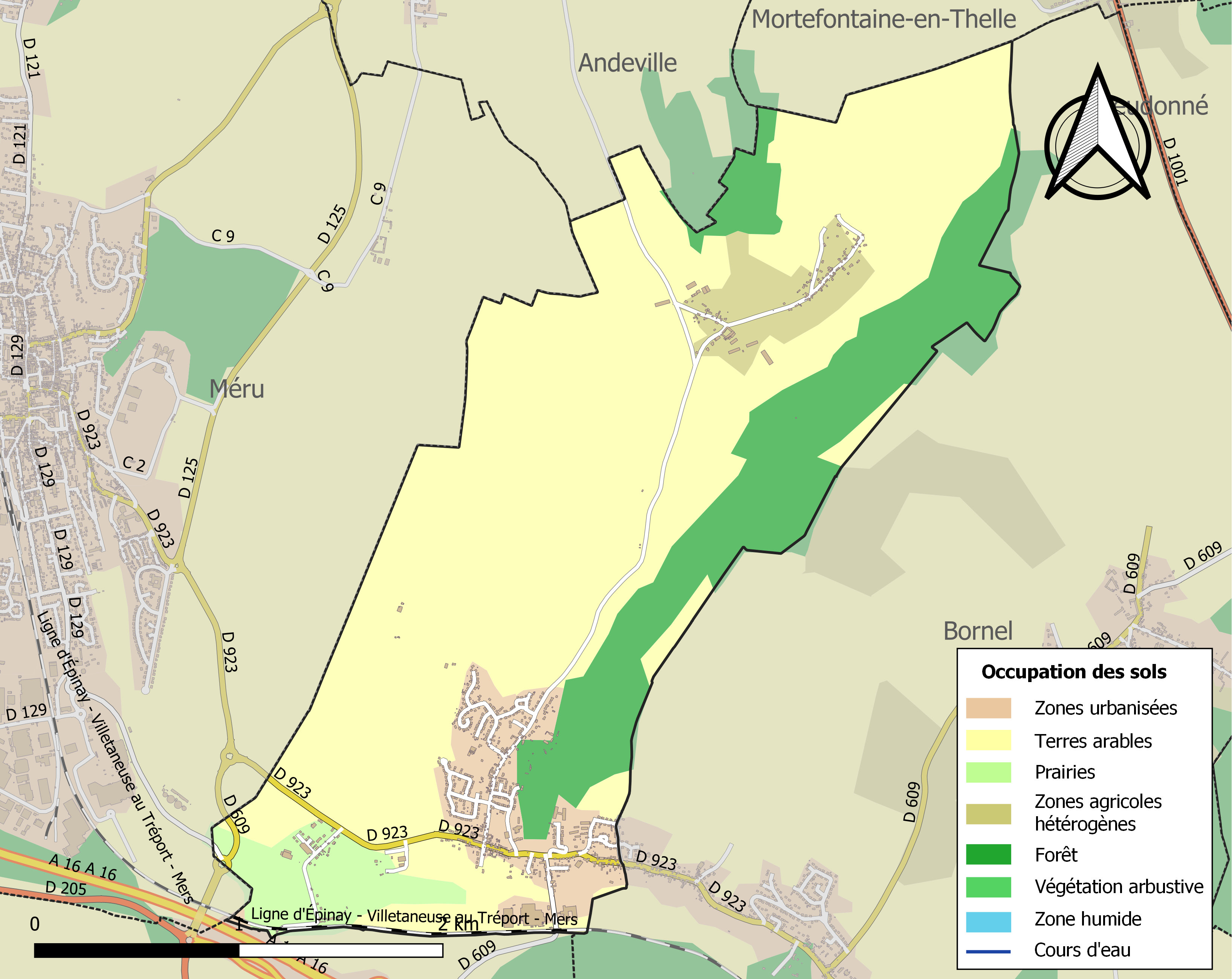
Kaart van de gemeente met belangrijkste infrastructuur, bodemgebruik en omliggende gemeenten

## Demografie
Onderstaande figuur toont het verloop van het inwonertal (bron: INSEE-tellingen).